# 26-os busz (Kaposvár)
A kaposvári 26-os busz a Füredi úti laktanya és a NABI buszgyár (Keleti Ipari Park) között közlekedik, összekötve a Kinizsi és a Toldi-lakótelepet, az Északnyugati városrészt, a Tisztviselőtelepet, a kisgáti városrészt, a Mező utcai csomópontot és a keleti iparterületeket, így Kaposvár egyik leghosszabb buszvonala. A város azon kevés járatainak egyike, amelyek nem érintik a Belvárost. A járat végállomása egy ipari jellegű területen található, ebből adódóan a 26-os busz csak munkanapokon közlekedik. A buszvonalat a Kaposvári Tömegközlekedési Zrt. üzemelteti.

## Útvonal
A táblázatban a laktanyától induló irány látható.
| Útvonal            |
| ------------------ |
| Füredi út          |
| Vörösmarty utca    |
| Kisfaludy utca     |
| Honvéd utca        |
| 48-as ifjúság útja |
| Árpád utca         |
| Dombóvári út       |
| Kenyérgyár utca    |
| Izzó utca          |
| Dombóvári út       |

## Megállóhelyek
A táblázatban a megállók a laktanyától induló irány szerint vannak felsorolva.
| Megálló                     | Össz. km (oda) | Össz. idő (oda) | Össz. km (vissza) | Össz. idő (vissza) | Átszállási lehetőség              | A közelben található |
| --------------------------- | -------------- | --------------- | ----------------- | ------------------ | --------------------------------- | --- |
| Laktanya                    | 0              | 0               | 7,5               | 19                 | 10, 11, 11Y, 20, o20A, 23, 27     | Praktiker, Lidl, Diego, Jysk, Kália Kertészeti Áruház, laktanya, Raktár utcai nagykereskedések, ipari telephelyek                                                                                           |
| Búzavirág utca              | 0,9            | 1               | 7,2               | 18                 | 10, 11, 11Y, 20, o20A, 23, 27     | Kinizsi Lakótelepi Általános Iskola, Óvodák |
| Kinizsi-lakótelep           | 1,3            | 2               | 6,7               | 17                 | 10, 11, 11Y, 20, o20A, 23, 27     | Leányotthon |
| Kisfaludy utca (Losonc köz) | 2              | 3               | 6,1               | 16                 | 12, 20, o20A                      | Kisfaludy Utcai Általános Iskola |
| Arany János tér             | 2,2            | 4               | 5,7               | 15                 | 9, 12, 20, o20A, 91               | Kisfaludy Utcai Általános Iskola, Piros házak, Arany téri piac, Dózsa Edzőcsarnok, Éjjel-nappali, Sávház |
| ÁNTSZ                       | 2,6            | 6               | 5,4               | 13                 | 10, 20, 20A, 23, 27 Honvéd u.: 12 | ÁNTSZ, Munkácsy Mihály Gimnázium, Berzsenyi park, Evangélikus templom, Óvodák, Bölcsőde, Zselic Áruház, OTP, Patyolat, Szolgáltatóház, Éjjel-nappali, Sávház                                                |
| Pázmány Péter u.            | 3,4            | 8               | 4,6               | 11                 | 20, 20A, 23, 27, 81               | Eötvös Loránd Műszaki Szakközépiskola, Szakiskola és Kollégium; Somogy Megyei Rendőr-főkapitányság; Egészségügyi Főiskola (PTE ETK); Penny Market                                                           |
| Kisgát                      | 4,2            | 10              | 3,9               | 9                  | 20, 20A, 23, 27, 81               | Klebelsberg Középiskolai Kollégium, Somogy-Flandria Inkubátorház és Konferencia Központ, Somogy Megyei Vállalkozói Központ Közalapítvány, Aldi, Lidl, autókereskedések, ipari telephelyek, nagykereskedések |
| Mező utcai csomópont        | 4,6            | 12              | 3,5               | 7                  | 8, 8B, 8E, 18, 20, 20A, 23, 81    | Keleti temető, ipari telephelyek, nagykereskedések |
| Kenyérgyár u. 1.            | 4,9            | 12              | 3,1               | 6                  | 8B, 8Y, 20, 20A                   | Videoton Ipari Park, ipari telephelyek, nagykereskedések |
| Kenyérgyár u. 3.            | –              | –               | 2,9               | 5                  | 8B, 8Y, 20, 20A                   | Videoton Ipari Park, ipari telephelyek, nagykereskedések |
| Videoton                    | 5,5            | 14              | 2,7               | 4                  | 8B, 8Y, 20, 20A                   | Videoton Ipari Park, ipari telephelyek, nagykereskedések |
| Dombóvári út 4.             | 6,6            | 16              | 1,4               | 2                  | 8B                                | Videoton Ipari Park, ipari telephelyek, nagykereskedések |
| NABI, forduló               | 8              | 18              | 0                 | 0                  | 8B                                | Keleti Ipari Park, ipari telephelyek |

## Menetrend
- Aktuális menetrend Archiválva 2013. november 14-i dátummal a Wayback Machine-ben
- Útvonaltervező[halott link]